# The Fiancée
The Fiancée é o segundo álbum de estúdio da banda The Chariot, lançado a 3 de Abril de 2007.

## Faixas
Todas as faixas por Josh Scogin.
1. "Back to Back" - 1:33
2. "They Faced Each Other" - 2:01
3. "They Drew Their Swords" - 2:31
4. "And Shot Each Other" - 4:00
5. "The Deaf Policemen" - 2:43
6. "Heard This Noise" - 2:44
7. "Then Came to Kill" (Com Hayley Williams dos Paramore) - 5:00
8. "The Two Dead Boys" - 2:36
9. "Forgive Me Nashville" - 3:11
10. "The Trumpet" - 3:17

No disco, os títulos das primeiras oito faixas fazem referência a um poema, é muita vez chamada "Rima Reversível" ou "Poema contraditório".
| Poema                                  | Nome da faixa                                | Faixa listada |
| -------------------------------------- | -------------------------------------------- | ------------- |
| Back to back they faced each other,    | Back to Back, They Faced Each Other          | Faixas 1 e 2  |
| drew their swords and shot each other. | They Drew* Their Swords, And Shot Each Other | Faixas 3 e 4  |
| A deaf policeman heard the noise,      | The Deaf Policemen, Heard This Noise         | Faixas 5 e 6  |
| and came and killed the two dead boys. | Then Came to Kill, The Two Dead Boys         | Faixas 7 e 8  |

*Na contracapa do álbum tem "Th3y Drew Their Swords" na faixa três.

## Paradas
| Paradas (2004)       | Posição |
| -------------------- | ------- |
| Billboard 200        | 169     |
| Top Christian Albums | 9       |

## Créditos
- Josh Scogin - Vocal
- Jon Terrey - Guitarra
- Dan Eaton - Guitarra
- Jon Kindler - Baixo
- Jake Ryan - Bateria